# Roger Gabet
Pour les articles homonymes, voir Gabet.
Roger Gabet est un footballeur français né le 12 décembre 1923 dans le 13e arrondissement de Paris et mort le 20 février 2007 au Mans. Il était milieu de terrain, notamment au RC Paris.

## Biographie
Roger Gabet dispute 290 matchs en Division 1, inscrivant 56 buts dans ce championnat. Il marque 13 buts en D1 lors de la saison 1947-1948.
Sélectionné à 3 reprises en équipe de France, Roger Gabet aurait pu compter beaucoup plus de sélections, mais il a toujours refusé de prendre l'avion. Il possédait en effet une photo où il se trouvait aux côtés de Marcel Cerdan et d'Émile Bongiorni, tués la même année (1949) dans deux catastrophes aériennes séparées.

## Carrière de joueur
- Avia Club
- Houilles AC [6]
- 1944- déc. 1956 :  RC Paris
- déc. 1956-1958 :  FC Nantes
- 1958-1964 :  Union sportive du Mans
- 1964-1965 :  JS Coulaines

## Palmarès
- Vainqueur de la Coupe de France en 1949 avec le RC Paris
- Finaliste de la Coupe de France en 1950 avec le RC Paris
- International A en 1949 (3 sélections)[7]